# Lijst van rijksmonumenten in Rhenen (gemeente)
De gemeente Rhenen telt 60 inschrijvingen in het rijksmonumentenregister. Hieronder een overzicht. 

## Achterberg
De plaats Achterberg telt 2 inschrijvingen in het rijksmonumentenregister.
| Object                                                                    | Oorspronkelijke functie? | Bouwjaar     | Architect | Locatie                              | Coördinaten?                  | Nr.?  | Afbeelding        |
| ------------------------------------------------------------------------- | ------------------------ | ------------ | --------- | ------------------------------------ | ----------------------------- | ----- | ----------------- |
| 'Achterberg': Middeleeuwse woontoren in boerderij                         | Woonhuis                 | middeleeuwen |           | Cuneraweg 132                        | 51° 58' 28" NB, 5° 35' 15" OL | 32452 | Meer afbeeldingen |
| Terrein waarin de overblijfselen van het Bisschoppelijk kasteel Ter Horst | Archeologisch monument   | 12e eeuw     |           | tussen De Dijk en de Levendaalselaan | 51° 58' 11" NB, 5° 36' 2" OL  | 45948 | Meer afbeeldingen |

## Elst
De plaats Elst telt 6 inschrijvingen in het rijksmonumentenregister.
| Object | Oorspronkelijke functie?  | Bouwjaar     | Architect | Locatie            | Coördinaten?                  | Nr.?  | Afbeelding                |
| --- | ------------------------- | ------------ | --------- | ------------------ | ----------------------------- | ----- | ------------------------- |
| 't Wissel | Industrie- en poldermolen | 1855         |           | De Oude Weg 8      | 51° 59' 22" NB, 5° 28' 50" OL | 12312 | Meer afbeeldingen         |
| Boerderij, dwarshuis, laag gebouw met zadeldak in topgevels eindigend                                            | Boerderij                 |              |           | De Opslag 2        | 51° 59' 4" NB, 5° 29' 21" OL  | 32460 | Meer afbeeldingen         |
| Nederlands hervormde kerk                                                                                        | Kerk en kerkonderdeel     | 1819 (steen) |           | Rijksstraatweg 24  | 51° 59' 8" NB, 5° 29' 30" OL  | 32461 | Nederlands hervormde kerk |
| Boerderij naast de kerk met hoog dwarshuis, zadeldak in topgevels eindigend                                      | Boerderij                 | 1817         |           | Rijksstraatweg 22  | 51° 59' 8" NB, 5° 29' 29" OL  | 32462 | Meer afbeeldingen         |
| Boerderij, rechthoekig woonhuis met rechte kroonlijst                                                            | Boerderij                 | 18e eeuw     |           | Rijksstraatweg 20  | 51° 59' 9" NB, 5° 29' 26" OL  | 32463 | Meer afbeeldingen         |
| Tabaksboerderij, langhuis, stenen voorgevel, houten bedrijfsgedeelte met luiken, hoog zadeldak met pannen gedekt | Boerderij                 | 1857         |           | Rijksstraatweg 234 | 51° 58' 50" NB, 5° 30' 50" OL | 32464 | Meer afbeeldingen         |

## Remmerden
De plaats Remmerden telt 11 inschrijvingen in het rijksmonumentenregister. Zie Lijst van rijksmonumenten in Remmerden voor een overzicht.

## Rhenen
De plaats Rhenen telt 41 inschrijvingen in het rijksmonumentenregister. Zie Lijst van rijksmonumenten in Rhenen (plaats) voor een overzicht.
Amersfoort ·
Baarn ·
Bunnik ·
Bunschoten ·
De Bilt ·
De Ronde Venen ·
Eemnes ·
Houten ·
IJsselstein ·
Leusden ·
Lopik ·
Montfoort ·
Nieuwegein ·
Oudewater ·
Renswoude ·
Rhenen ·
Soest ·
Stichtse Vecht ·
Utrecht ·
Utrechtse Heuvelrug ·
Veenendaal ·
Vijfheerenlanden ·
Wijk bij Duurstede ·
Woerden ·
Woudenberg ·
Zeist